# 3DO
A The 3DO Company, rövidítve 3DO, egy videojátékokkal foglalkozó cég volt. 1991-ben alapította az Electronic Arts alapítója, Trip Hawkins, hét másik céggel együttműködésben. Miután a vezető terméknek szánt konzoljuk, a 3DO Interactive Multiplayer megbukott, a cég teljesen leállt a hardverek forgalmazásával és helyette kizárólag szoftverek fejlesztőjévé és kiadójává vált. 2003-ban ment csődbe a játékaik gyenge eladásai miatt. Székhelyük a kaliforniai Redwood Cityben volt.

## Története
Trip Hawkins szeretett volna a hardveres piacra is betörni, miután az általa alapított Electronic Arts a szoftverpiacon jó eredményeket ért el. Elsődleges célja az volt, hogy gyártsanak egy következő generációs játékkonzolt, amely már a CD-lemezek kezelésére is képes. Ez lett a 3DO Interactive Multiplayer, amelynek a gyártását nem ők végezték, hanem licenszdíj fejében a 3DO eladta másoknak a gyártási jogokat. A játékfejlesztők számára kedvező volt, hogy a 3DO mindössze 3 dollárt kért minden eladott játék után, szemben a Nintendo és a Sega igényeivel. Ilyen körülmények között az 1993 októberi bemutatót felfokozott érdeklődés kísérte.
A konzol bevezető ára 700 dollár volt (2020-as értéken kb. 360.000 forint), köszönhetően a gyártási jogok eladásának. A 3DO ugyanis azt nem ismerte fel, hogy a hardvergyártás veszteséges, a nyereséget a szoftverek eladásából szerzik a piaci szereplők - egy ilyen konstrukcióban viszont ha a hardvergyártó nyereséget akar, akkor meg kell emelni az árakat. Ez elrettentőleg hatott, így a gépből kevés fogyott, emiatt pedig kevés program is készült rá, hiába kért keveset értük a cég. A részvényárfolyamok zuhanni kezdtek, és bár a cég 1995 tavaszára valamennyire összeszedte magát, még mindig veszteségesek voltak.
1996 januárjában a 3DO eladta a konzolja utódjának szánt M2-es jogait a Panasonicnak 100 millió dollárért, így elsőként a fennállása történetében nyereséggel tudta zárni az évet. Az év során a dolgozói létszámot visszavágták 450-ről 300-ra, és elhatározták, hogy kivonulnak a hardveres piacról és csak a szoftverekre fognak koncentrálni. Ennek érdekében a maradék hardveres érdekeltségüket 1997-ben eladták a Samsungnak 20 millió dollárért. Hugh Martin elnök vette át a cég irányítását, Hawkins megmaradt cégvezetőnek és kreatív direktornak, de a háttérbe húzódott.
Az M2-es eladásából származó pénzből a 3DO bevásárolt, és megvett három szoftverfejlesztő céget: a Cyclone Studios-t, a New World Computing-ot, és az Archetype Interactive-ot. Új irodát nyitottak a Washington állambeli Redmondban, mely a PC-játékokkal foglalkozott, és melynek vezetője Tony Garcia lett.
A cég egyik legnépszerűbb játékai a zöld műanyagkatonákat szerepeltető Army Men-sorozat tagjai voltak, továbbá a New World Computing által fejlesztett Might and Magic, és különösen a Heroes of Might and Magic epizódjai. A kilencvenes évek végén elindították a világ első háromdimenziós MMORPG-jét, a Meridian 59-et, amely a mai napig létezik.
A 2000-es évek elején a 3DO nehéz anyagi helyzetbe került, 2003 májusában pedig csődöt jelentett. A dolgozókat fizetés nélkül elbocsátották, a játékjogokat és egyéb szellemi tulajdont pedig a riválisok: a Microsoft, a Namco, a Crave, és a Ubisoft részére értékesítettek, illetve Trip Hawkins is vásárolt, bár később kategorikusan tagadta, hogy lennének nála bármilyen jogok.
2020 áprilisában több játékuk forgalmazási jogát a Ziggurat Interactive szerezte meg.

## Játékok

### Fejlesztő és kiadó
| Cím                                       | Alternatív cím                                 | Megjegyzések                                       |
| ----------------------------------------- | ---------------------------------------------- | -------------------------------------------------- |
| 3DO Games: Decathlon                      |                                                |                                                    |
| Army Men                                  |                                                | PC verzió                                          |
| Army Men: Air Attack                      | Army Men: Air Combat (N64)                     | PC, Nintendo 64, és PlayStation verzió.            |
| Army Men: Air Attack 2                    | Army Men: Air Attack - Blade's Revenge (in EU) |                                                    |
| Army Men: Air Combat - The Elite Missions |                                                |                                                    |
| Army Men: Air Tactics                     |                                                |                                                    |
| Army Men: Green Rogue                     | Army Men: Omega Soldier (EU)                   |                                                    |
| Army Men: Sarge's Heroes                  |                                                |                                                    |
| Army Men: Sarge's Heroes 2                |                                                | Nintendo 64, PlayStation, és PlayStation 2 verzió. |
| Army Men: Toys in Space                   | Army Men in Space (EU)                         |                                                    |
| Army Men: World War                       |                                                |                                                    |
| Army Men: World War - Final Front         | Army Men: Lock 'n' Load (EU)                   |                                                    |
| Army Men: World War - Land, Sea, Air      |                                                |                                                    |
| Army Men: World War - Team Assault        |                                                |                                                    |
| Army Men 3D                               |                                                |                                                    |
| Army Men II                               |                                                | PC verzió                                          |
| BattleTanx                                |                                                | Nintendo 64 verzió                                 |
| BattleTanx: Global Assault                |                                                |                                                    |
| Blade Force                               |                                                |                                                    |
| Captain Quazar                            |                                                |                                                    |
| Crusaders of Might and Magic              |                                                |                                                    |
| Club 3DO: Station Invasion                |                                                |                                                    |
| Dragon Rage                               |                                                |                                                    |
| Escape from Monster Manor                 |                                                |                                                    |
| Family Game Pack Royale                   | Family Game Pack (PlayStation)                 |                                                    |
| Game Guru (3DO)                           |                                                |                                                    |
| Godai Elemental Force                     |                                                |                                                    |
| Groovy Bunch of Games                     |                                                |                                                    |
| Gulf War: Operation Desert Hammer         |                                                |                                                    |
| High Heat Major League Baseball 2002      |                                                | PC, PlayStation, és PlayStation 2 verzió.          |
| High Heat Major League Baseball 2003      |                                                | PC és PlayStation 2 verzió.                        |
| High Heat Major League Baseball 2004      |                                                |                                                    |
| Jonny Moseley Mad Trix                    |                                                | PlayStation 2 verzió.                              |
| Jurassic Park Interactive                 |                                                |                                                    |
| Killing Time                              |                                                |                                                    |
| Meridian 59: Vale of Sorrow               |                                                |                                                    |
| Portal Runner                             |                                                | PlayStation 2 verzió.                              |
| Sammy Sosa High Heat Baseball 2001        |                                                |                                                    |
| Sammy Sosa Softball Slam                  |                                                |                                                    |
| Shifters                                  |                                                |                                                    |
| Tozasarata Tachi                          |                                                |                                                    |
| Twisted: The Game Show                    |                                                |                                                    |
| Vegas Games 2000                          | Midnight in Vegas (EU)                         | PlayStation verzió.                                |
| Warriors of Might and Magic               |                                                | PC, PlayStation, és PlayStation 2 verzió.          |
| WarJetz                                   | World Destruction League: WarJetz              |                                                    |
| World Destruction League: Thunder Tanks   |                                                | PlayStation és PlayStation 2 verzió.               |
| Zhadnost: The People's Party              |                                                |                                                    |

### Kiadó
| Cím                                                        | Fejlesztő                     | Megjegyzés                             |
| ---------------------------------------------------------- | ----------------------------- | -------------------------------------- |
| 3DO Buffet                                                 | Interplay                     |                                        |
| Action Man: Destruction X                                  | Blitz Games                   | A Hasbro Interactive-tól licenszelve   |
| Alex Ferguson's Player Manager 2001                        | ANCO                          |                                        |
| Army Men                                                   | Digital Eclipse               | Game Boy Color verzió                  |
| Army Men: Air Combat                                       | Fluid Studios                 | Game Boy Color verzió                  |
| Army Men: Operation Green                                  | Pocket Studios                |                                        |
| Army Men: RTS                                              | Pandemic                      |                                        |
| Army Men: Sarge's Heroes 2                                 | GameBrains/3d6 Games          | Game Boy Color verzió                  |
| Army Men: Turf Wars                                        | Möbius Entertainment          |                                        |
| Army Men 2                                                 | Digital Eclipse               | Game Boy Color verzió.                 |
| Army Men Advance                                           | DC Studios                    |                                        |
| Aqua Aqua                                                  | Zed Two                       |                                        |
| Arcomage                                                   | New World Computing           |                                        |
| BattleSport                                                | Cyclone Studios               |                                        |
| BattleTanx                                                 | Lucky Chicken Games           | Game Boy Color verzió.                 |
| Chaos Overlords                                            | Stick Man Games               |                                        |
| Cubix: Robots for Everyone - Clash 'n Bash                 | Human Soft                    |                                        |
| Cubix: Robots for Everyone - Race 'n Robots                | Blitz Games                   |                                        |
| Cubix: Robots for Everyone - Showdown                      | Blitz Games                   |                                        |
| Gobs of Games                                              | 2n Productions                | Games Frenzy néven is ismert Európában |
| Gridders                                                   | Tetragon                      |                                        |
| Heroes Chronicles                                          | New World Computing           |                                        |
| Heroes of Might and Magic (Game Boy Color)                 | KnowWonder Digital Mediaworks |                                        |
| Heroes of Might and Magic: Quest for the Dragon Bone Staff | New World Computing           |                                        |
| Heroes of Might and Magic II                               | New World Computing           |                                        |
| Heroes of Might and Magic II: The Price of Loyalty         | Cyberlore Studios             |                                        |
| Heroes of Might and Magic III                              | New World Computing           |                                        |
| Heroes of Might and Magic III: Armageddon's Blade          | New World Computing           |                                        |
| Heroes of Might and Magic III: The Shadow of Death         | New World Computing           |                                        |
| Heroes of Might and Magic IV                               | New World Computing           |                                        |
| Heroes of Might and Magic IV: The Gathering Storm          | New World Computing           |                                        |
| Heroes of Might and Magic IV: Winds of War                 | New World Computing           |                                        |
| High Heat Baseball 1999                                    | Team .366                     |                                        |
| High Heat Baseball 2000                                    | Team .366                     |                                        |
| High Heat Major League Baseball 2002                       | Möbius Entertainment          | Game Boy Advance verzió.               |
| High Heat Major League Baseball 2003                       | Möbius Entertainment          | Game Boy Advance verzió.               |
| The Horde                                                  | Crystal Dynamics              | MS-DOS, Sega Saturn és FM Towns        |
| Jonny Moseley Mad Trix                                     | GFX Construction/RTG Studios  | Game Boy Advance verzió                |
| Jumpgate: The Reconstruction Initiative                    | NetDevil                      |                                        |
| Killing Time                                               | Studio3DO                     | 3DO verzió- 1995                       |
| Killing Time                                               | Logicware                     | PC & Mac portolt verzió                |
| Legends of Might and Magic                                 | New World Computing           |                                        |
| Mathemagics                                                | L3 Interactive                |                                        |
| Meridian 59                                                | Archetype Interactive         |                                        |
| Might and Magic VI: The Mandate of Heaven                  | New World Computing           |                                        |
| Might and Magic VII: For Blood and Honor                   | New World Computing           |                                        |
| Might and Magic VIII: Day of the Destroyer                 | New World Computing           |                                        |
| Might and Magic IX                                         | New World Computing           |                                        |
| Player Manager 2000                                        | ANCO                          |                                        |
| Phoenix 3                                                  | Gray Matter Studios           |                                        |
| Portal Runner                                              | Handheld Games                | Game Boy Color version.                |
| Requiem: Avenging Angel                                    | Cyclone Studios               |                                        |
| Snow Job                                                   | Ix Entertainment              |                                        |
| Soccer Kid                                                 | Team17                        | 3DO verzió                             |
| Spaceward Ho! IV                                           | GhostNose Software            |                                        |
| Star Fighter                                               | Krisalis                      |                                        |
| Sven-Göran Eriksson's World Cup Challenge                  | ANCO                          | PlayStation és PlayStation 2 verzió.   |
| Sven-Göran Eriksson's World Cup Manager                    | ANCO                          | PlayStation és PlayStation 2 verzió.   |
| TOCA Championship Racing                                   | Codemasters                   |                                        |
| Uprising: Join or Die                                      | Cyclone Studios               |                                        |
| Uprising 2: Lead and Destroy                               | Cyclone Studios               |                                        |
| Uprising X                                                 | Cyclone Studios               |                                        |
| Vegas Games                                                | Digital Eclipse               | Game Boy Color verzió.                 |
| Vegas Games 2000                                           | New World Computing           |                                        |
| Warriors of Might and Magic                                | Climax                        | Game Boy Color verzió.                 |
| World Destruction League: Thunder Tanks                    | Sunset Entertainment          | Game Boy Color verzió.                 |

### Törölt játékok
- Army Men: Arcade Blasts
- Army Men: Platoon Command
- The Four Horsemen of the Apocalypse

## Forráshivatkozások
1. ↑  3DO | Legal Notices. web.archive.org, 2001. március 31. [2001. március 31-i dátummal az eredetiből archiválva]. (Hozzáférés: 2020. október 7.)
2. 1 2  Becker, David: 3DO files for bankruptcy (angol nyelven). CNET. (Hozzáférés: 2020. október 7.)
3. ↑  Trip Hawkins az Instagramon: „You’ve been asking, here’s your answer! #3do #retrogamingcommunity #retrogamers #liretro” (magyar nyelven). Instagram. (Hozzáférés: 2020. október 7.)

## Fordítás
- Ez a szócikk részben vagy egészben  a   The 3DO Company című angol Wikipédia-szócikk ezen változatának fordításán alapul.  Az eredeti cikk szerkesztőit annak laptörténete sorolja fel. Ez a jelzés csupán a megfogalmazás eredetét és a szerzői jogokat jelzi, nem szolgál a cikkben szereplő információk forrásmegjelöléseként.